# Pederastia militar en la Antigua Grecia

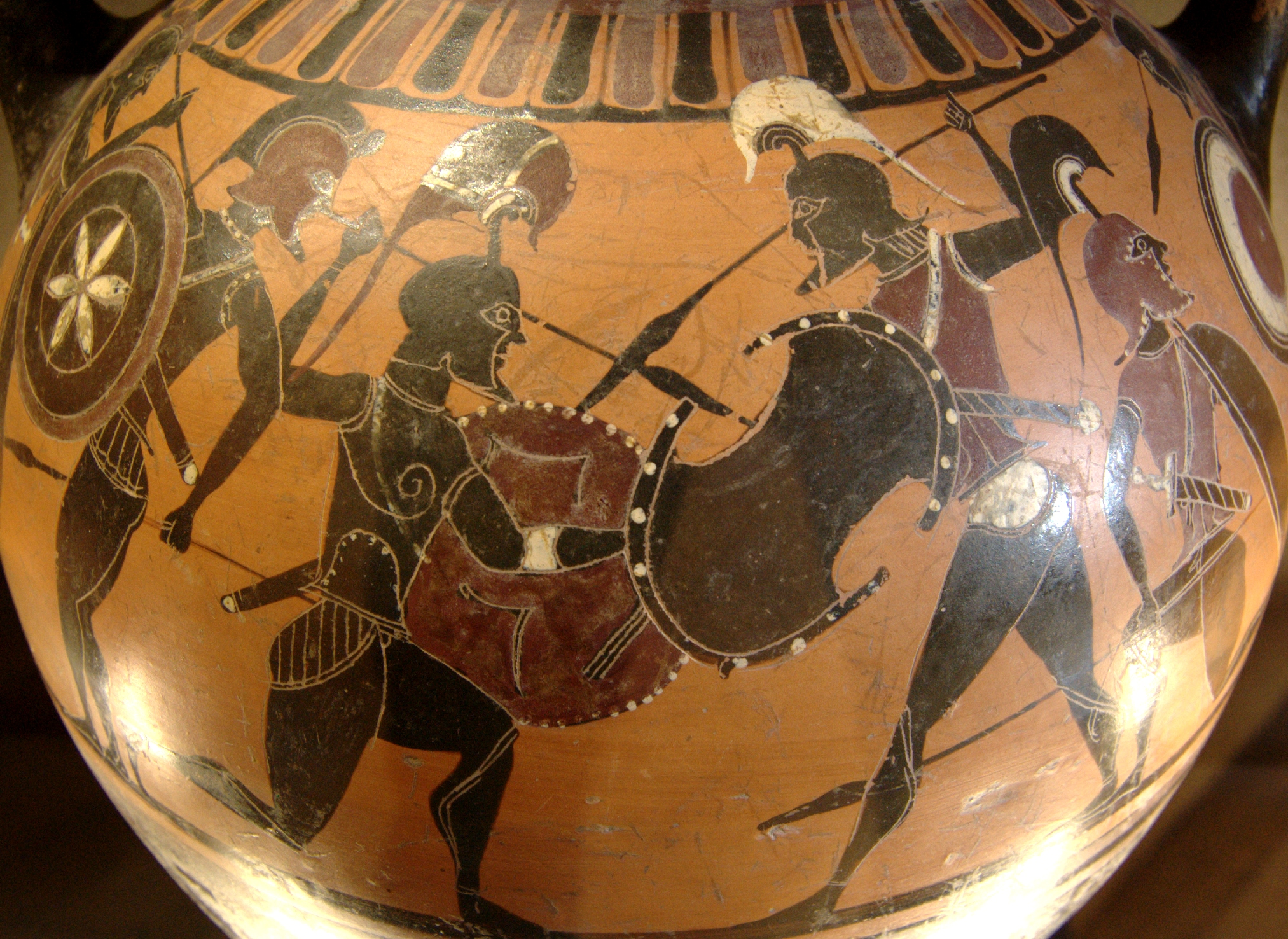
Guerreros griegos en un ánfora de figuras negras. Museo del Louvre.

Cuando se habla de la homosexualidad en los ejércitos de la antigua Grecia se menciona principalmente a la tropa sagrada tebana pero esta no es el único ejemplo de prácticas homoeróticas u homosexuales entre los militares de los ejércitos griegos. Eran frecuentemente utilizadas tanto en el adiestramiento y entrenamiento militar, como para mantener la moral y fortalecer los lazos y el espíritu de combate de la tropa en tiempos de guerra. 
Ya se pueden ver indicios de esta clase de prácticas en la Ilíada de Homero por ejemplo en la relación entre los héroes Aquiles y Patroclo. Tanto los historiadores modernos como los antiguos griegos consideran los relatos homéricos como un modelo en la Antigua Grecia. Aunque Homero no describe explícitamente una relación sexual entre dos hombres en ninguna de sus obras muchos griegos interpretaban la relación entre Aquiles y Patroclo como amorosa, porque la pareja hacia énfasis en luchar juntos por encima de ir con su tribu y por la desmesurada reacción de Aquiles ante la muerte de Patroclo. 
Pese al ejemplo anterior la relación típica descrita por muchos otros escritores tomaba la forma de relación pederasta, y las relaciones entre hombres de edad equivalente eran más raras.

## Ciudades Estado griegas

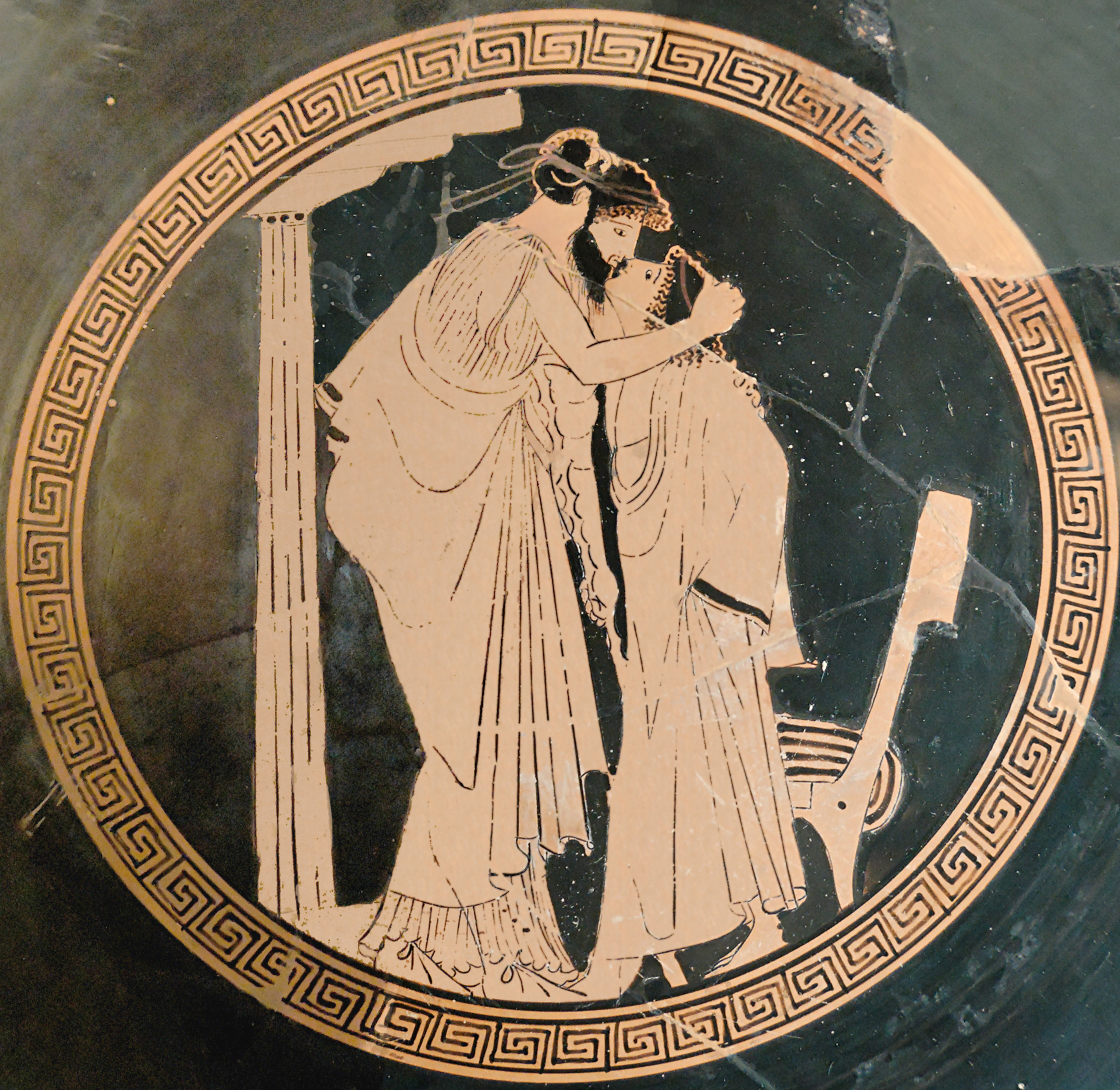
Kylix ático que representa un amante (ἐραστής) besando a su amado (ἐρώμενος). Las representaciones de escenas pederastas son abundantes en el arte griego.

En la antigüedad Grecia era una unidad cultural, lingüística y religiosa, pero no política. Políticamente estaba dividida en ciudades estado independientes, que frecuentemente estaban en guerra tanto con el exterior como entre ellas mismas. La mayoría de estas polis no tenían un ejército permanente y era un deber de los ciudadanos adiestrarse militarmente con objeto de estar preparados para defender a su ciudad como hoplitas. Debido a la tradición de matrimonios tardíos existente en la época, cuando los chicos llegaran a la edad de ser entrenados militarmente el padre ya era demasiado mayor para encargarse él mismo de esta tarea, por lo que el responsable de ella era el erastés del chico.
Aunque las prácticas sexuales propiamente dichas estaban ampliamente difundidas en todos de los ejércitos, la importancia de esta costumbre en la formación de los ejércitos variaba de unas ciudades a otras y tenía especial relevancia en las ciudades de origen dorio, como registra Plutarco citando a Filipo II de Macedonia:

"No solo son los más belicosos, los beocios, los espartanos y los cretenses sino que son las gentes más proclives a esta clase de amor, como lo eran los más grandes héroes de la antigüedad: Meleagro, Aquiles, Aristomenes, Cimón y Epaminondas."

## Citas históricas y filosóficas

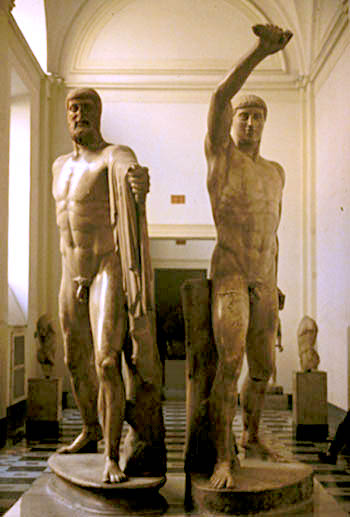
Harmodio y Aristogitón.
Copia romana de las estatuas atenienses, obra de Critio y Nesiotes.

Tanto historiadores como filósofos de la antigüedad mencionan detalles sobre la homosexualidad en los ejércitos griegos como: Plutarco, Ateneo, Jenofonte, Platón (especialmente en Fedro), Sócrates y Aristóteles. Platón destaca la efectividad y la fuerza de los lazos sexuales masculinos para derrocar a los tiranos en Atenas:

"Nuestros propios tiranos han aprendido la amarga lección cuando el amor entre Aristogitón y Harmodio creció tan fuerte que derrocó su poder. Por eso donde quiera que gobiernan esta clase de malvados soberanos establecen que es vergonzoso implicarse en relaciones sexuales con otros hombres para mantener acobardados a sus gobernados."

Fedro afirma que el poder de las relaciones sexuales entre hombres incrementa la valentía de los militares:

"... preferiría morir muchas veces, antes que abandonar al que ama en un problema, o no socorrerle en un peligro. Ningún hombre es tan cobarde que la influencia del amor no pueda infundirle el valor que le iguale al nacido más valiente."

Jenofonte aunque alaba las relaciones en sí, critica los ejércitos que hacen de ellas la principal base de su formación:

"Duermen con los que aman, incluso los ponen junto a ellos en la batalla... en ellos (los elios y tebanos) es una costumbre, en nosotros una desgracia... colocar a tu amado junto a ti parece un signo de desconfianza... como los espartanos... hay que hacer de nuestros amados tal modelo de perfección que incluso si los colocamos frente a los extranjeros los prefieran antes que a los suyos y se avergüencen por abandonar su compañía"

## Desarrollo

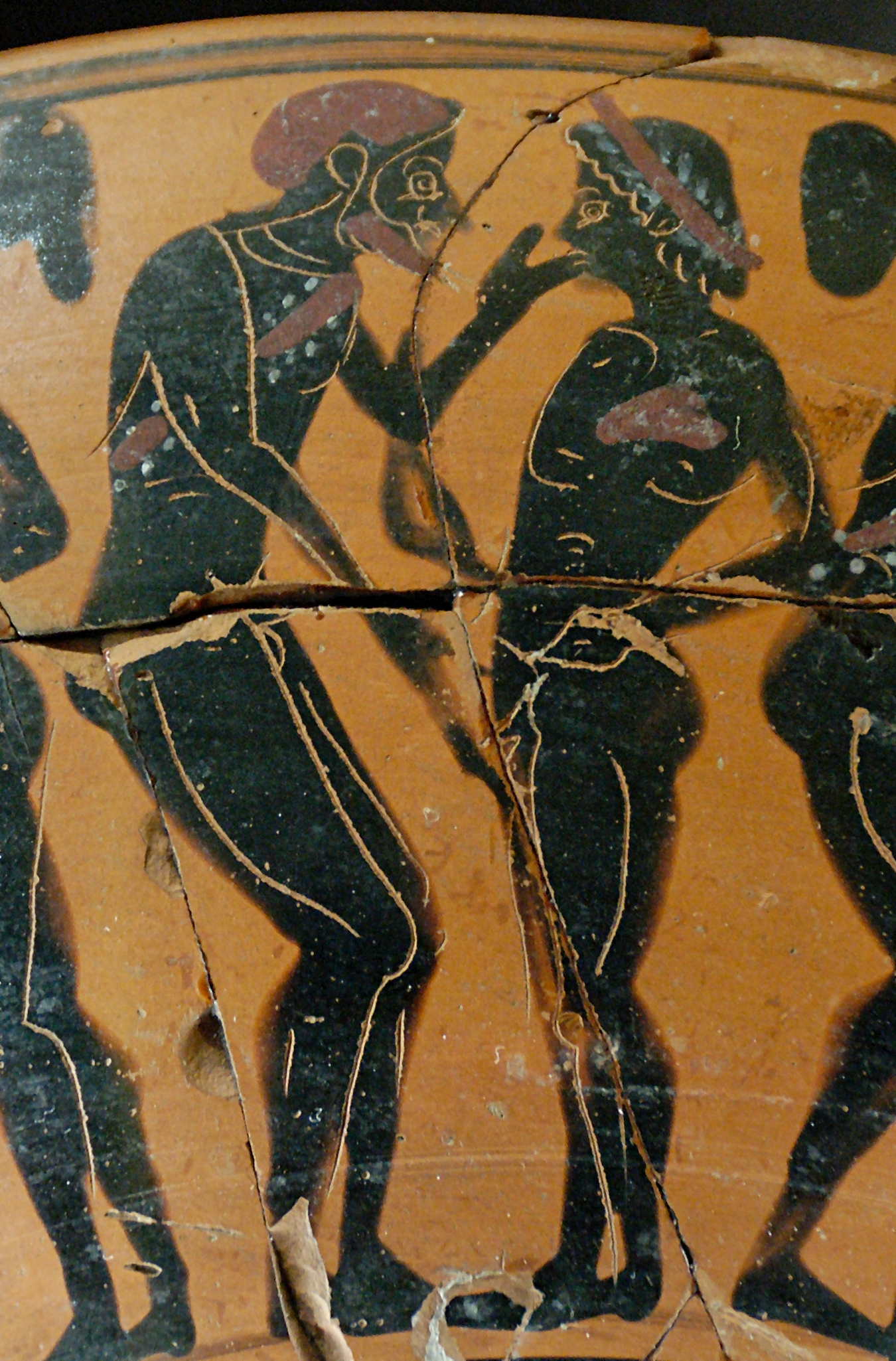
Escena de cortejo pederasta
Detalle de una vasija de figuras negras ática, del

La mayoría de estas relaciones tenían lugar dentro de la institución de la pederastia. Ésta era una estructura socialmente instituida para servir en el control de natalidad, la educación y la prevención de la delincuencia. Una típica relación pederasta se daba entre un joven de entre 13 y 20 años y un adulto. Sin embargo los griegos condenaban firmemente el uso de niños como soldados por lo que restringían la pederastia en el ejército a los varones de al menos 16 años.
La pederastia militar era el medio de promover en la tropa la moral, el valor y la lucha en conjunto. En un principio los griegos basaban la formación de las unidades en columnas tribales siguiendo el ejemplo de Néstor como había recogido Homero. Pero después esta idea fue criticada por Pamenes según dice Plutarco:

"Néstor no era muy diestro ordenando un ejército cuando aconsejó a los griegos que se colocaran por tribus... debería haber juntado a los amantes con sus amados. Para un hombre de la misma tribu poco valor tiene el otro cuando el peligro presiona, pero un grupo cimentado sobre los lazos la amistad y el amor nunca se romperá."

Finalmente las ciudades estado griegas se unieron al punto de vista de Pammenes para hacer más efectivas su formaciones militares. Y la práctica proliferó muy pronto. A menudo las ciudades que se habían mostrado reticentes cambiaron de opinión basándose en las experiencias favorables. Uno de estos ejemplos tuvo lugar durante la guerra Lelantina entre Eretria y Calcis. En la batalla decisiva pidieron ayuda del guerrero Cleómaco. Este trajo consigo a su erómeno. El joven lideró la carga de Calcis contra los eretrieos y llevándolos a la victoria a costa de su propia vida. Entonces erigieron un monumento funerario en el centro de su ágora y comenzaron a honrar la pederastia.
A pesar de la importancia de estas relaciones en las formación militar no estuvo exenta de polémicas. Según Jenofonte, los espartanos aborrecían el uso de las relaciones como la base para la ordenar la unidad militar porque creían que era conceder demasiado peso a la sexualidad antes que al talento. Debido a esto su legislador Licurgo atacó este comportamiento considerando la lujuria por la belleza vergonzosa. "Si como es evidente no es una atracción por el alma, sino que solamente es un anhelo por el cuerpo es nauseabundo". Jenofonte además afirma que en algunas ciudades a los amantes ni siquiera se les permitía hablar entre ellos en tiempo de guerra.
Sin embargo las ciudades estado que emplearon esta práctica para determinar la formación militar tuvieron bastante éxito. Los tebanos tuvieron un regimiento así como núcleo del resto de su ejército. Se atribuía a este grupo llamado el batallón sagrado tebano el haber convertido a Tebas en la ciudad estado más poderosa durante una generación, hasta que cayó derrotada por las tropas de Filipo II de Macedonia. Filipo II de Macedonia quedó impresionado por la valentía demostrada durante la batalla y mandó a sus tropas rendir homenaje a sus enemigos caídos erigiendo un monumento que se conserva todavía sobre su tumba. Y también hizo una severa crítica al punto de vista de los espartanos sobre el batallón:

"Que perezca miserablemente aquel que piense que estos hombres hicieron o sufrieron algo vergonzoso"

## Batallón Sagrado de Tebas
El Batallón Sagrado de Tebas, una unidad militar separada del resto y reservada únicamente a hombres y sus jóvenes amados, es normalmente considerado como el primer ejemplo de cómo en la Antigua Grecia se usaba el amor entre soldados en la tropa para estimular su espíritu combativo. Los tebanos atribuían al Batallón Sagrado el poder de Tebas durante la generación anterior a su caída ante Filipo II de Macedonia, que quedó tan impresionado ante su valor en combate que mandó construir un monumento que aún hoy se mantiene en pie en el lugar donde se enterró a los soldados. También criticó duramente las opiniones que los espartanos tenían del Batallón. Dice Plutarco en su obra Pelópidas:
Perezcan los que hayan podido pensar que entre semejantes hombres haya podido haber nada reprensible.
En la misma obra, Plutarco cita también la opinión de Pamenes de Tebas:
El Néstor de Homero no fue muy habilidoso capitaneando un ejército cuando ordenó que los griegos formasen por tribus (...), pues debía haber unido los amantes con sus amados. Porque los hombres de la misma tribu se valoran muy poco los unos a los otros cuando el peligro acecha; pero un grupo cimentado en la amistad basada en el amor nunca será separado pues, temiendo la afrenta, los amantes por los amados, y éstos por aquellos, así perseveran en los peligros los unos por los otros.
Estas uniones están reflejadas en episodios de la mitología griega, como la heroica relación entre Aquiles y Patroclo en la Ilíada, donde al parecer su unión estimuló tanto la moral como la valentía. Las uniones en el ejército tomaban la forma típica de pederastia, siendo escasas las relaciones más igualitarias. Estas relaciones han quedado documentadas por muchos historiadores griegos y en discursos filosóficos, así como en descorteses menciones como la de Filipo II de Macedonia, recogida por Plutarco:
Encontramos que la mayoría de las naciones guerreras son más adictas al amor, como los beocios, los lacedemonios y los cretenses. Y entre los más antiguos héroes ninguno fue tan amoroso como Meleagro, Aquiles, Aristómenes, Cimón o Epaminondas; el último de los cuales tuvo como concubinos a Asópico y a Cafisodoro, que fue asesinado junto a él en la Batalla de Mantinea y yace enterrado muy cercano a él.
Durante la guerra Lelantina entre Eretria y Calcis, antes de una decisiva batalla los calcidianos pidieron ayuda a un guerrero llamado Cleómaco. Él respondió a su petición, llevando a su amante para que observara. Liderando la carga contra los eretrios, llevó a Calcis a la victoria pagando como precio su propia vida. Los calcidianos le erigieron una tumba en el mercado en gratitud y adoptaron la pederastia.

## Ejemplos
Tanto la historia como la mitología nos dan ejemplos de los guerreros con este tipo de relaciones.

### Guerreros históricos

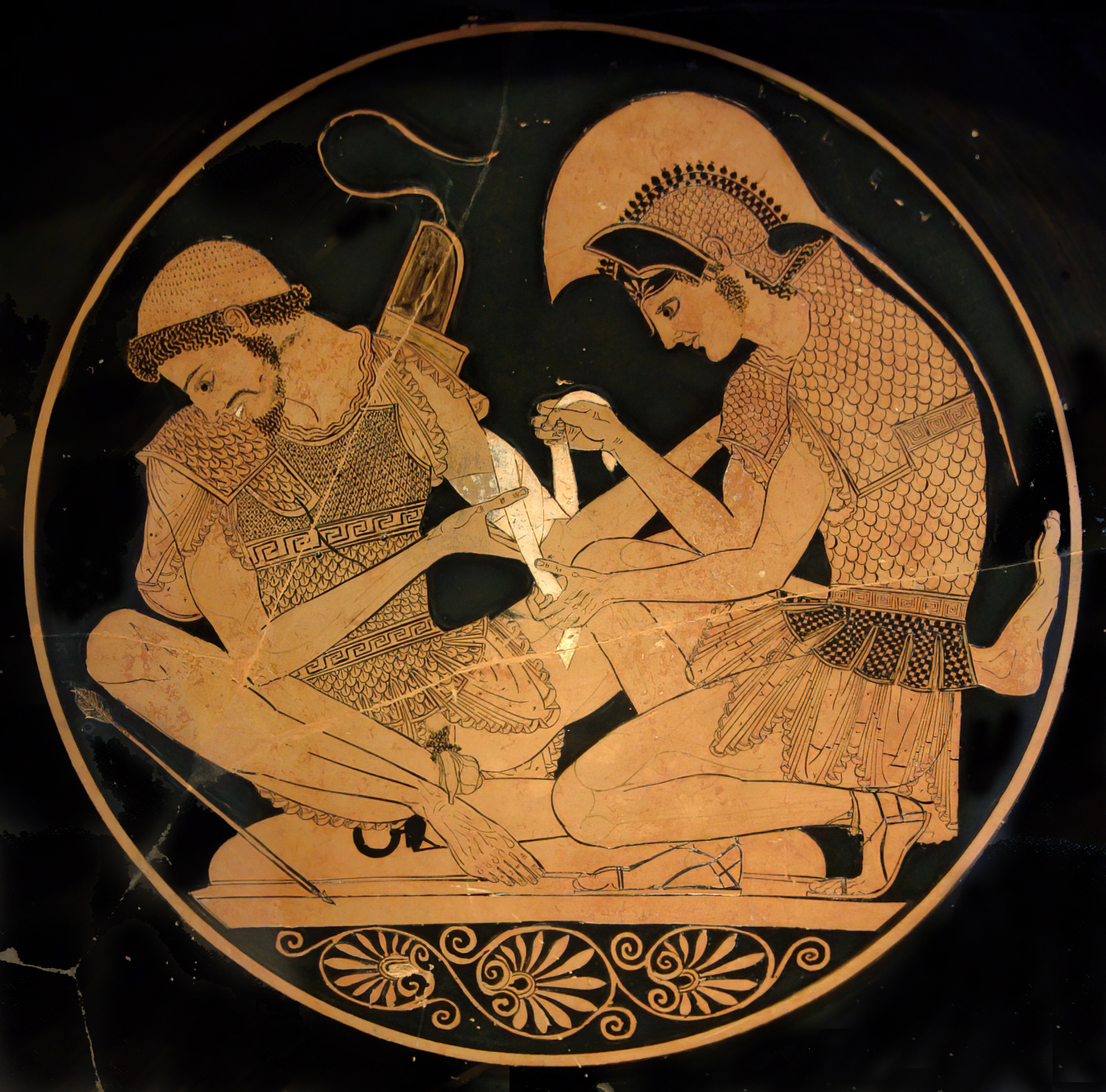
Aquiles vendando las heridas de Patroclo.

Notables guerreros de la antigua Grecia mantuvieron relaciones con otros hombres, de los que hay registros mencionando su relación son:
- Aristomenes — Príncipe de Mesenia y Arcadia
- Cimón — líder de la liga de Delos y armada ateniense durante la guerra contra los persas.
- Epaminondas general de Tebas y Capisdoros fueron enterrados juntos tras morir en la batalla de Mantineia, algo que se reservaba a los esposos.
- Asópico — guerrero también amante de Epaminondas.
- Cleomaco — lideró a Calcis en la guerra Lelantina e introdujo la pederastia en el área.
- Pamenes — general que asumió el mando tras Epaminondas.
- Terón — guerrero de Tesalia
- Harmodio y Aristogitón— los tiranicidas que permitieron la instauración de la democracia en Atenas.
- Pelópidas — general del batallón sagrada tebana
- Górgidas — fundador de la tropa sagrada tebana
- Meleagro — comandante de la infantería de Alejandro Magno
- Alejandro Magno y Hefestión — el príncipe de Macedonia y su general eran amantes. Se dice que la muerte en batalla de Hefestión pudo ser la causa que produciría posteriormente la muerte del propio Alejandro.

### Guerreros mitológicos
También los guerreros mitológicos se amaban entre sí:
- Aquiles y Patroclo — Su amor fue idealizado y tomado como ejemplo por todos los guerreros amantes.
- Heracles y Iolao